# Pseudohemihyalea fallaciosa
Pseudohemihyalea fallaciosa là một loài bướm đêm thuộc phân họ Arctiinae, họ Erebidae. Nó được tìm thấy ở Chiapas, México tới phía nam đến Guatemala và Honduras at altitudes of 1,400 to 1,900 mét.
Chiều dài cánh trước khoảng 18.4 mm đối với con đực. Con trưởng thành bay từ tháng 5 đến tháng 9.
Ấu trùng có thể ăn các loài Pinus.